# Anna Rothpletz-von Meiss
Anna Rothpletz-von Meiss, ook bekend onder het pseudoniem Rosalie Müller (Zürich, 25 december 1786 - Brugg, 14 maart 1841), was een Zwitserse schrijfster.

## Biografie
Anna Rothpletz-von Meiss was een dochter van Johann Friedrich Ludwig von Meiss, een rechter, en van Anna Magdalena Schinz. In 1805 huwde ze Johann Jakob Rothpletz, een jurist en districtsprefect die een kleinzoon was van Johann Jakob Rothpletz. Onder het pseudoniem Rosalie Müller schreef ze in 1827 de tweedelige briefroman Bilder des Lebens. In 1829 schreef ze met Pauline Selbach een bloemlezing met echtelijke raadgevingen. Ze verwierp de emancipatie van de vrouw en propageerde het burgerlijke ideaal van de vrouw als echtgenote en moeder, in het bijzonder in het driedelige Mnemosyne (1834-1835).

## Werken
- (de)  Bilder des Lebens, 1827.
- (de)  Pauline Selbach, 1829.
- (de)  Mnemosyne, 1834-1835.